# Alexandre-Marie Colin

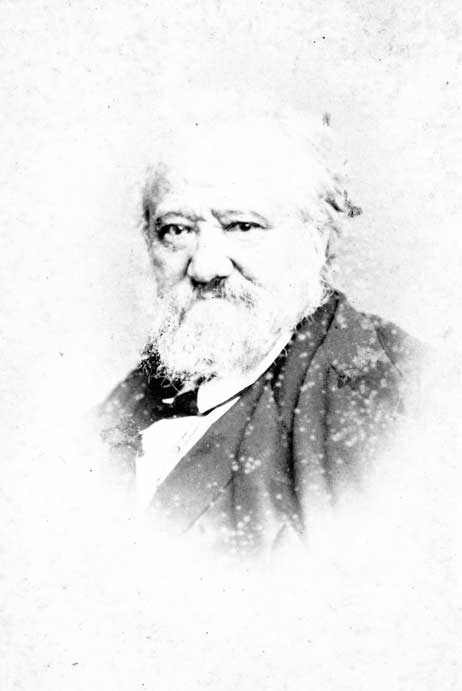
Fotografia de Colin a una edat més tardana

Alexandre-Marie Colin  fou un pintor francès especialista en pintura històrica i temes de gènere, nascut a París el 1798. Va ser alumne d'Anne-Louis Girodet de Roussy-Trioson. Les seves pintures religioses i històriques seves es caracteritzen per un estil basat en un estudi prudent dels mestres, mentre les seves peces de gènere són més vigoroses i costumistes. Entre aquests últimes destaca el seu Mercat Francès del Peix (1832) conservat a l'Alte Nationalgalerie, i el seu Gitanos descansant. Va morir el 1875.